# Wojciech Kobeszko
Wojciech Kobeszko (ur. 2 stycznia 1980 w Białymstoku) – polski piłkarz grający na pozycji napastnika, trener.

## Kariera piłkarska
Wojciech Kobeszko karierę piłkarską rozpoczął w juniorskim klubie MOSP Jagiellonia Białystok, po czym podpisał profesjonalny kontrakt z występującym wówczas w IV lidze w Grupie II Makroregionu Warszawsko-Mazurskiego KP Wersal Podlaski Wasilków, w którym grał do końca sezonu 1998/1999. Następnie w latach 1999–2008 reprezentował barwy Jagiellonii Białystok (z rocznym wypożyczeniem w 2001 roku w Ceramice Opoczno), z którym w sezonie 2006/2007 awansował do ekstraklasy, w której Kobeszko nigdy nie zagrał.
1 lutego 2008 roku z powodu utraty miejsca w składzie Jagiellonii Białystok, przeniósł się do występującej w Grupie I III ligi Ruchu Wysokie Mazowieckie, w którym grał do 2010 roku. Następnie reprezentował barwy III-ligowej wówczas Olimpii Zambrów, w której był również grającym asystentem trenera Krzysztofa Zalewskiego po sezonie 2010/2011 po raz pierwszy zakończył karierę piłkarską, lecz w 2013 roku wznowił ją w KS Wasilków, jednak po sezonie 2013/2014 ostatecznie zakończył karierę piłkarską.

## Kariera trenerska
Wojciech Kobeszko jeszcze w trakcie kariery piłkarskiej rozpoczął karierę trenerską, gdy w sezonie 2010/2011 razem z Krzysztofem Zalewskim był grającym I trenerem III-ligowej wówczas Olimpii Zambrów. W sezonie 2011/2012 trenował rezerwy Jagiellonii Białystok. Następnie w latach 2012–2018 trenował drużynę Akademii Piłkarskiej Jagiellonia Białystok, z którą w 2018 roku zdobył mistrzostwo Polski U-17. Następnie w sezonie 2018/2019 trenował Jagiellonię Białystok U-19. 1 lipca 2019 roku ponownie został trenerem rezerw Jagiellonii Białystok, z którym w sezonie 2019/2020 awansował do III ligi, natomiast w sezonie 2020/2021 awansował do finału Pucharu Polski na szczeblu Podlaskiego ZPN, w którym 19 maja 2021 roku w Hajnówce przegrał 3:1 z Olimpią Zambrów. Drużynę trenował do 13 stycznia 2022 roku.
5 lipca 2022 roku został selekcjonerem reprezentacji Polski U-18.

## Sukcesy

### Zawodnicze
Jagiellonia Białystok
- Awans do ekstraklasy: 2007

### Trenerskie
AP Jagiellonia Białystok
- mistrzostwo Polski U-17: 2018

Jagiellonia II Białystok
- Awans do III ligi: 2020
- Finał Pucharu Polski na szczeblu Podlaskiego ZPN: 2021